# Níkos Mílas
Nikólaos « Níkos » Mílas (grec moderne : Νικόλαος «Νίκος» Μήλας), né le 9 juillet 1928 à Athènes (Grèce) et mort le 22 juillet 2019 à Néa Smýrni (Grèce), est un joueur et entraîneur grec de basket-ball.

## Palmarès
Joueur
- 3e du championnat d'Europe 1949
- Champion de Grèce 1950, 1951, 1952

Entraîneur
- Coupe des coupes 1968
- Champion de Grèce 1961, 1962, 1968, 1970